# Madrella aurantiaca
Madrella aurantiaca är en snäckart som beskrevs av Albert Vayssière 1902. Madrella aurantiaca ingår i släktet Madrella, och familjen Madrellidae. Arten är reproducerande i Sverige.